# Tutnjevac (Republika Serbska)
Tutnjevac (cyr. Тутњевац) – wieś w Bośni i Hercegowinie, w Republice Serbskiej, w gminie Ugljevik. W 2013 roku liczyła 1042 mieszkańców.